# Sisilia Seavula
Sisilia Anisa Levu Seavula (* 15. November 1995 in Suva) ist eine ehemalige Leichtathletin aus Fidschi, die sich auf den Sprint spezialisiert hat.

## Sportliche Laufbahn
Erste Erfahrungen bei internationalen Meisterschaften sammelte Sisilia Seavula im Jahr 2011, als sie bei den Pazifikspielen in Nouméa in 12,36 s die Bronzemedaille im 100-Meter-Lauf hinter Toea Wisil aus Papua-Neuguinea und ihrer Landsfrau Paulini Korowaqa gewann und über 200 Meter in 25,57 s den vierten Platz belegte. Zudem gewann sie mit der 4-mal-100-Meter-Staffel in 46,60 s die Silbermedaille hinter dem Team aus Papua-Neuguinea. 2015 gewann sie bei den Pazifikspielen in Port-Moresby in 12,55 s erneut die Bronzemedaille über 100 Meter hinter Toea Wisil und ihrer Landsfrau Younis Bese und auch über 200 Meter sicherte sie sich in 25,41 s hinter diesen beiden Athletinnen die Bronzemedaille. Zudem siegte sie in 46,17 s im Staffelbewerb. Im Jahr darauf nahm sie dank einer Wildcard über 100 Meter an den Olympischen Sommerspielen in Rio de Janeiro teil und schied dort mit 12,48 s in der Vorrunde aus. 2017 schied sie bei den Ozeanienmeisterschaften in Suva mit 12,53 s im Vorlauf über 100 Meter aus und 2018 beendete sie ihre aktive sportliche Karriere im Alter von 22 Jahren.

## Persönliche Bestleistungen
- 100 Meter: 12,27 s (+1,0 m/s), 7. Juli 2016 in Suva
  - 60 Meter (Halle): 7,93 s, 4. Februar 2017 in Grinnell
- 200 Meter: 25,41 s (−3,6 m/s), 17. Juli 2015 in Port Moresby
  - 200 Meter (Halle): 26,20 s, 6. Februar 2016 in Lincoln (Landesrekord)